# Orbitestella hinemoa
Orbitestella hinemoa is een slakkensoort uit de familie van de Orbitestellidae. De wetenschappelijke naam van de soort is voor het eerst geldig gepubliceerd in 1919 door Mestayer.